# Амвросий (Папагеоргопулос)
Митрополи́т Амвро́сий Белокрини́цкий (греч. Μητροπολίτης Αμβρόσιος, в миру Амире́ас Папагеорго́пулос, греч. Αμοιρέας Παπαγεωργόπουλος, в старообрядческих источниках Андрей Попович; 1791, село Маистра, Восточная Фракия, Османская империя — 30 октября (11 ноября) 1863, Цилли, Австрийская империя) — бывший митрополит Босно-Сараевский (Константинопольский Патриархат), перешедший в 1846 году в старообрядчество и основавший белокриницкую иерархию (Русская православная старообрядческая церковь и иные, имеющие с ней общение).
В последней был канонизирован в лике святых в 1996 году; память — 30 октября по юлианскому календарю.

## Биография

### Священник и монах
Родился в деревне Маистрос (турецкое название Енидже; ныне район Энез, ил Эдирне, Турция). Сын греческого священника Константинопольского Патриархата Георгия Папа-Георгополоса (22-го священника в своём роде). Окончил духовное училище. В 1811 году женился, в том же году митрополитом Эносским Матфеем (Мегалосом) был рукоположён в священники. В 1814 году овдовел, в семье остался сын Георгий. В 1817 году был пострижен в монашество. Состоял при архиерейском доме митрополита Эносского Матфея.
С 1823 года был настоятелем Троицкого монастыря на острове Халки в Мраморном море, затем стал протосингелом Константинопольской церкви.

### Митрополит Константинопольского Патриархата
В 1835 году Константинопольским Патриархом Григорием VI был рукоположён во епископа и поставлен митрополитом Босно-Сараевским.
В отличие от своих предшественников, не защищавших интересы своей славянской паствы (боснийских сербов), митрополит Амвросий занял иную позицию. Во время восстания сербов против турок сочувствовал повстанцам. По данным автора «Истории Белокриницкой иерархии» профессора Николая Субботина, в целом разделявшего общее для Синодального периода негативное отношение к старообрядцам:

Митрополит Амвросий явился исключением из боснийских владык-фанариотов. Человек от природы добрый, он не мог равнодушно смотреть на бедственное положение народа — стал на его сторону и по возможности старался облегчить его нужды. Это было таким необыкновенным явлением, так противоречило издавна сложившемуся народному понятию о греческих архиереях, что народ даже не признавал Амвросия за грека: утвердился слух, что он природный славянин, и именно болгарин. Вот замечательные слова об Амвросии, занесенные в одну боснийскую летопись: «Этот владыка был святой человек, он много заботился о бедных. Он был родом болгарин, вовсе не был сребролюбив и радел только о том, чтобы народу было покойно, чтобы народ не терпел неправды».

Легенду о болгарском происхождении митрополита Амвросия развил впоследствии старообрядческий инок Павел (Великодворский), придумав ему другие мирское имя — Андрей, поскольку имени Амирей нет в святцах, и славянизировав фамилию иерарха — Поппович.
Раздражённый действиями митрополита Амвросия, турецкий правитель Сараева убедил несколько богатых купцов написать Константинопольскому Патриарху донос на митрополита Амвросия, в котором, в частности, сообщалось, что митрополит поддерживал антитурецкое восстание.
Новый Константинопольский Патриарх Анфим IV, опасаясь возможного конфликта с турецкими чиновниками, 12 сентября 1840 года своим распоряжением отозвал Амвросия в Константинополь, куда последний смог выехать только 27 декабря 1841 года, поскольку провел некоторое время в сараевской тюрьме как несостоятельный должник.
По прибытии в Константинополь, будучи безместным архиереем, бедствовал со своим женатым сыном Георгием.

### Переговоры со старообрядцами
В начале 1846 года на него вышли представители русских старообрядцев-беглопоповцев из Австро-Венгрии — иноки Павел (Великодворский) и Алимпий (Милорадов), занимавшиеся поисками епископа, который согласился бы учредить для них старообрядческую иерархию. Ещё до посещения Константинополя иноки Павел и Алимпий получили в 1844 году от правительства Австро-Венгрии разрешение на учреждение в старообрядческом Белокриницком монастыре (Северная Буковина) архиерейской кафедры. Старообрядческие посланники рассказали митрополиту Амвросию об истории своей церкви и её современном положении, убедив его возглавить русских старообрядцев.
Существует рассказ инока Алимпия о том, что владыка Амвросий долгое время не давал своего согласия на присоединение к старообрядцам, но затем вдруг изменил свою позицию. На решающей встрече с посланниками он сказал:

Вчера, проводя вас, я был занят мыслию: добро ли мне предлагается. С этою мыслию, помолясь Богу, я лёг. Но не успел я ещё уснуть, как вдруг предстал предо мною во свете священнолепный муж и сказал: «Что ты много утомляешься размышлениями. Это великое дело тебе суждено от Бога исполнить и от русского царя пострадать». При последнем слове «пострадать» я содрогнулся и очувствовался, но никого не было, только в комнате виден был свет, который постепенно исчезал, наподобие того, как бы кто уходил с зажжённой свечой. Сердце моё исполнилось и страхом и радостью, так что я от восторга всю ночь без сна проводил в своих к Богу молитвах, и решил дать вам полное моё согласие; ибо если на это есть Божие благоволение, то мы обязаны его с радостью исполнять.

16 апреля 1846 года митрополит Амвросий подписал документ о том, что он «по чистой совести за благо изволил поступить в староверческую религию в сущем звании митрополита» и обязуется «по прибытии в Белокриницкий монастырь, учиня церковное присоединение согласно правилам святых отец, неотлагательно поставить там в наместники себе другого архиерея, как дозволено всевысочайшим указом». В свою очередь, представители старообрядцев обязались «содержать его высокопреосвященство господина митрополита Амвросия на всем монастырском иждивении во всяком спокойствии и удовлетворении во всю его жизнь». Таким образом, выполнялось требование австрийских властей о том, чтобы на них не возлагалась обязанность по материальному содержанию старообрядческого архиерея.

### Основатель старообрядческой иерархии
В конце мая 1846 года, вместе со старообрядческими послами, митрополит Амвросий выехал в Австрию. Некоторое время передвигался по турецкой территории в казачьей одежде с документами на имя казака-старообрядца и, только прибыв в Добруджу, в которой жили старообрядцы, получил от турецких властей архиерейский паспорт; 11 июля был представлен австрийскому императору Фердинанду.
12 октября 1846 года прибыл в Белую Криницу, где был торжественно принят старообрядцами; 28 октября был торжественно присоединён к старообрядчеству вторым чином (чрез миропомазание) в Белокриницком монастыре.
За время возглавления старообрядческой церкви совершил хиротонии двух епископов: Кирилла Майносского и Аркадия Славского, а также пятерых священников и троих иеродиаконов. Таким образом была учреждена «Белокриницкая» старообрядческая иерархия (в дореволюционной русской литературе часто именовалась «австрийской»), которая была признана рядом старообрядческих общин; некоторые иные — так называемые «беглопоповцы» в новейшем смысле — не подчинились митрополиту. Они обосновывали свою позицию сомнениями в действительности крещения митрополита Амвросия (старообрядцы признают только «полное» крещение в три погружения, а не «обливательное», принятое у католиков и у части православных), точкой зрения о том, что митрополит был запрещён в служении к тому времени, как он принял предложение старообрядцев. Также у них вызывала сомнения искренность решения митрополита присоединиться к старообрядцам. Старообрядческий автор начала XX века Фёдор Мельников посвятил одну из своих работ опровержению таких аргументов, в частности, указывая на то, что в греческой церкви того времени не практиковалось «обливательное» крещение, а сам митрополит, находясь на покое, принимал участие в патриарших богослужениях. В 1903 году работу о крещении митрополита Амвросия опубликовал старообрядческий епископ Иннокентий (Усов).
На своём соборе 2007 года Русская древлеправославная церковь (бывшие «беглопоповцы») признала, что владыка Амвросий «после удаления с Боснийской кафедры являлся заштатным архиереем, проживал на покое в Константинополе и не состоял под запрещением в священнослужении вплоть до его присоединения к старообрядчеству», однако вопросы крещения митрополита Амвросия и мотивации его присоединения к старообрядчеству, по-прежнему были названы «вызывающими недоумение».
По воспоминаниям старообрядческой инокини Евфросинии о владыке Амвросии во время пребывания в Белокриницком монастыре,

служил он на славянском языке, читал Евангелие, говорил возгласы очень отчётливо и правильно. Во время службы часто плакал от умиления. Крестился истово и складывал персты очень старательно. Кланялся очень низко. Жил в двух келиях, в которых было много икон. Пища была самая простая: суп или похлёбка, каша и рыба, когда дозволялось уставом. Занимался физическим трудом в саду. Говорил по-русски, но некоторые слова произносил по-церковнославянски.
В декабре 1847 года российский император Николай I потребовал от правительства Австрии прекратить деятельность митрополита Амвросия и закрыть Белокриницкий монастырь. Австрийские власти вызвали митрополита в Вену, где ему была предложена альтернатива — либо вернуться в юрисдикцию Константинопольского Патриарха (при этом ему было передано письмо Патриарха с обещанием милостей в случае покаяния), либо отправиться в пожизненную ссылку. Митрополит Амвросий выбрал ссылку, заявив, что «я единожды сию религию принял и уже вспять возвращаться не желаю». При этом монастырь был закрыт, но вскоре вновь открыт, оставшись центром старообрядчества.
26 июля 1848 года митрополит получил предписание отправиться в город Цилли (ныне Целе, Словения), где оставался в течение 15 лет. Вместе с ним находился сын Георгий с семьёй. Поддерживал переписку со своей паствой, иногда тайно принимал старообрядческих представителей.

## Смерть и канонизация
Скончался 11 ноября 1863 года от водянки. Был похоронен на греческом кладбище в Триесте (Италия), так как в Цилли не было православных кладбищ.
В 1912 году старообрядцы намеревались перенести его останки в Белую Криницу, но этот проект не реализовался из-за начавшейся Первой мировой войны.
В 1996 году причислен к лику святых решением Всеобщего освященного собора, состоявшегося в селе Белая Криница. Тогда же было принято решение о перенесении мощей из Италии в Белую Криницу (Украина), создана совместная церковная комиссия по перенесению мощей, в которую вошли представители Московской митрополии и Браильской митрополии (Румыния).
В мае 2000 года останки святителя были перенесены в город Браила (Румыния), в который из Белой Криницы была перенесена старообрядческая митрополичья кафедра, и захоронены в кафедральном Покровском соборе.